# Die Luft, die wir atmen

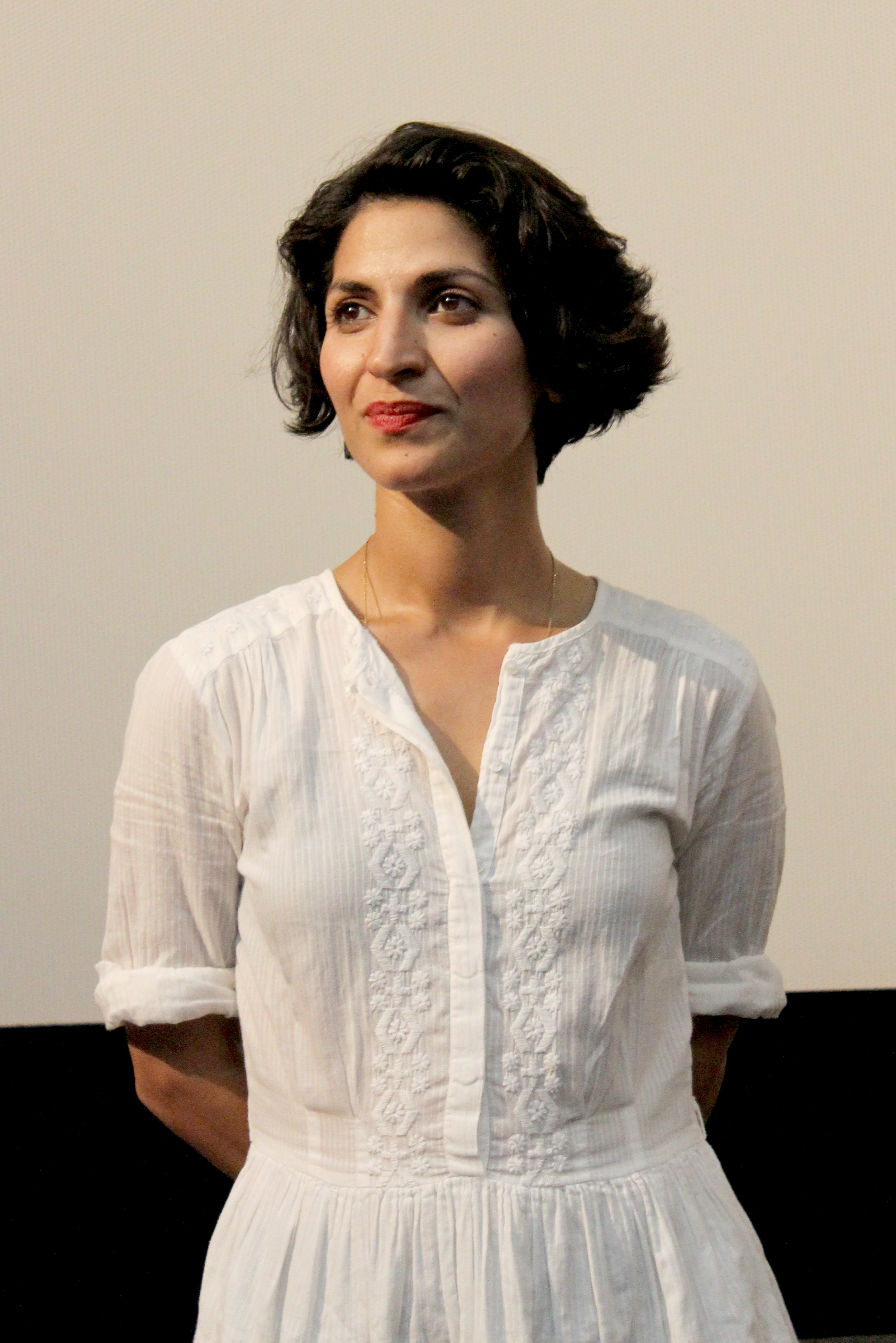
Neda Rahmanian spielt Heimleiterin Sina Kunz (Foto von 2018)

Die Luft, die wir atmen ist ein deutscher Fernsehfilm von Martin Enlen aus dem Jahr 2021. In diesem führt ein Kälteeinbruch dazu, dass Bewohner, Personal und Besuchsgäste eines Seniorenheims für eine Nacht von der Außenwelt abgeschnitten werden. Der Film wurde im Juli 2021 auf dem Filmfest München uraufgeführt. Im Fernsehen wurde der Film am 2. Februar 2022 im Fernsehprogramm des Ersten ausgestrahlt.

## Handlung
Ein Seniorenheim im Taunus wird aufgrund eines Kälteeinbruchs mit Blitzeis von der Außenwelt abgeschnitten. Besucher und Personal können das Heim nicht mehr verlassen und so sehen sich die Betroffenen gezwungen, die Nacht hier zu verbringen. Leiterin Sina Kunz versucht mit ihrem Team, das jetzt eine Doppelschicht machen muss, so gut es geht, alle Menschen zu versorgen und ihnen Schlafmöglichkeiten anzubieten. Dies erfordert Improvisation, da auch der Caterer das Heim nicht mehr beliefern und nicht jeder zusätzliche Gast ein Einzelzimmer erhalten kann. Ebenso wird der Bestatter die gerade verstorbene Frau Leszek heute nicht abholen können, sodass man sie – da auch ihr Zimmer gebraucht wird – unter freiem Himmel in der Kälte zwischenlagern muss.
In dem Heim laufen die verschiedenen Handlungsstränge parallel nebeneinander ab:
Klaus besucht seine Lebenspartnerin Sylvia, er würde sie am liebsten wieder nach Hause holen, was sie partout ablehnt. Sie möchte ihm nicht zur Last fallen, da sie aufgrund ihrer Erkrankung verkümmern und immer pflegebedürftiger werde. Da er mit seinem Auto nicht mehr wegkommt, bleibt er zunächst im Speisesaal des Heims. Sylvia spricht mit Pflegerin Martina und geht schließlich wieder auf Klaus zu. Die beiden verbringen schließlich die Nacht miteinander und nähern sich emotional an.
Jürgens Mutter liegt im Sterben, doch er kann sich nicht von seiner verhassten Mutter lösen, um die er sich jahrelang gekümmert hat, und verbringt schon den ganzen Tag bei ihr. Seine Schwester Lana fordert ihn auf, endlich mit ihr mitzukommen, doch er kann das nicht. Als er sich wegen eines Panikanfalls später im Zimmer von Frau Leszek ausruhen muss, trifft er auf die Tochter der Verstorbenen. Marianna, die ihre Besuche immer wieder verschoben hat, kam erst im Heim an, als ihre Mutter bereits verstorben war. Sie geht schließlich mit Jürgen zu ihrer Mutter ins Freie und sie verabschiedet sich von ihr. Nach den Gesprächen mit Marianna ruft Jürgen schließlich seine Schwester an und fragt, ob er später bei ihr vorbeischauen kann.
Alisa besucht ihren dementen Vater, um von dem früheren Gitarrenbauer endlich eine Bankvollmacht zu erhalten. Sie könne sich mit ihrer Frau Sarah die Kosten kaum noch leisten. Als der Vater ihr den Wunsch verweigert, klaut sie kurzerhand den Schlüssel zu seinem Lager, in dem teure Hölzer lagern. Doch Sarah möchte den Alten aber nicht beklauen, dies  würde die Beziehung der beiden Frauen belasten. Alisa wirft den Schlüssel schließlich ins Gebüsch. Sie beschließt, die Zeit zu nutzen und erneut mit ihrem Vater zu reden. Dieser sagt, er gebe ihr die Vollmacht, wenn sie die letzte Gitarre mit ihm fertigbaue. Sie tut dies in der Nacht mit ihm, doch stellt nach Bekanntgabe der Kontodaten fest, dass es kein Geld zu holen gibt. Der Vater sagt, sie solle den Schlüssel aus der Schublade nehmen und das wertvolle Holz verkaufen. Alisa sucht verzweifelt im Freien nach dem Schlüssel und kann diesen sogar finden. Sarah stößt zu ihrer Frau, die beiden nehmen sich in die Arme und küssen sich.
Am nächsten Morgen können die Besucher die Straßen wieder nutzen und in ihrem Alltag aufbrechen. Für die Protagonisten haben sich aufgrund des ursprünglich unfreiwilligen Aufenthalts durch die zusätzlich verfügbaren Stunden Lösungsansätze für deren Probleme ergeben.

## Produktion
Die Dreharbeiten zu Die Luft, die wir atmen fanden vom 29. Februar 2020 bis zum 25. Juni 2020 in Frankfurt am Main und Oberreifenberg statt. Der lange Drehzeitraum wurde aufgrund von Unterbrechungen durch die COVID-19-Pandemie erforderlich.
Der Film ist laut Angaben des Hessischen Rundfunks der erste grün gedrehte Spielfilm des Senders. Dies habe bereits mit einem nachhaltigen Drehbuch begonnen, das aufgrund weniger Drehorte und längerer zusammenhängender Einsätze der Schauspieler entsprechende Auf- und Umbauten, sowie An- und Abreisen reduzierte. Da man in der Jugendherberge Oberreifenberg drehen konnte, standen genügend Zimmer zur Verfügung, sodass für Maske und Garderobe keine zusätzlichen Wohnmobile am Set benötigt wurden. Schauspieler, die an mehr als zwei Tagen zum Einsatz kamen, wurden in Ferienwohnungen untergebracht, die An- und Abreisen erfolgten mit der Bahn. Es wurde viel am Tag gedreht, LED-Beleuchtung verwendet und Ökostrom benutzt. Bei Kostümen wurde auf Second-Hand-Kleidung zurückgegriffen, außerdem gab es Porzellantassen und wiederverwendbare Flaschen für die Wasserspender. Man verzichtete größtenteils auf den Ausdruck von Papier, und falls dies doch notwendig war, wurde auf recyceltem Papier gedruckt. Ebenso gab es vom Catering keine Fleischgerichte. Für die Wettereffekte wurde kein Frischwasser, sondern Regenwasser verwendet. Die Wiederaufnahme der Dreharbeiten nach der pandemiebedingten Unterbrechung habe die angestrebte Zielmarke an Einsparungen allerdings gedrückt, da An- und Abreisen dann mit dem Auto erfolgen und Essen separat abgepackt werden musste.

## Rezeption

### Kritiken
Das Lexikon des internationalen Films gibt dem Film insgesamt 3 von 5 Sternen. Die Redaktion schreibt: „Ausgezeichnet besetztes Ensemble-Drama, das sich auf die zwischenmenschliche Ebene konzentriert und die Heimmitarbeiter eher verklärend anlegt. Gleichwohl gelingen dem Film durch intime Szenen und eine dezente Bildsprache viele eindrückliche Momente.“
Thomas Gehringer gibt dem Film in seiner Besprechung bei tittelbach.tv insgesamt 5 von 6 Sternen. Er bezeichnet Die Luft, die wir atmen als ein kluges Episodendrama, das stark besetzt sei und mit Gefühlen des Neuanfangs ende. Der Film gerate durch die musikalische Gestaltung manchmal „an den Rand des Kitsches“, manche Wendung zum Guten sei vielleicht zu einfach. Wenn man darüber hinwegsieht, habe Enlen die Handlung angenehm unspektakulär inszeniert. Besonders lobt Gehringer Ruth Reinecke und Rainer Bock. Diese müssten „sich [als langjähriges Paar] nun der Herausforderung des letzten Kapitels ihres gemeinsamen Lebensweges stellen“.
Kristina Heuer schreibt auf der Seite der Goldenen Kamera, dass in dem in einem Altersheim spielenden Film das Zwischenmenschliche im Vordergrund stehe und nicht die schlechten Arbeitsbedingungen. Der Film zeige unaufgeregt und eindrücklich, wie unterschiedlich menschliche Beziehungen vor einem solchen Hintergrund sein können, würde dabei aber nicht sentimental wirken. Die Atmosphäre würde durch die bedachten Kameraeinstellungen, die sehr melodische Musik und die gut besetzten Darsteller unterstrichen. Es sei zwar fraglich, inwieweit die Darstellung der Realität entspricht, der Film ermögliche so aber einen guten Zugang zu einem sonst nicht so leichten Thema. Der Tod würde als etwas Natürliches dargestellt, nicht als Schreckensszenario. Für Heuer lohne sich das Einschalten, sie vergibt 4 von 5 Punkten.
In der Frankfurter Allgemeinen Zeitung schreibt Kim Maurus hingegen, dass ihr der Film zu pflegeleicht daherkommt, alles sei aufgeräunmt, keiner schreie umher oder mache sich in die Hose. Das größte Problem bei Die Luft, die wir atmen sei der Kitsch, den Tod und Krankheit nicht bräuchten, um Gefühle zu erzeugen.

### Einschaltquoten
Die Erstausstrahlung des Films am 2. Februar 2022 sahen in Deutschland 2,24 Millionen Zuschauer und erreichte so einen Marktanteil von 7,5 % für Das Erste.